# 上部德語
上部德語，又稱南部德語，是高地德語的方言之一，其使用者主要分佈在德國南部地區。上部德語可以再細分為阿勒曼尼語和奧地利-巴伐利亞語兩種語言。